# عشاق افسانه‌ای
«عشاق افسانه‌ای» (به انگلیسی: Legendary Lovers) ترانه‌ای از کیتی پری است. این ترانه در آلبوم منشور (آلبوم کیتی پری) قرار داشت.